# تنغريس (مارغون)
تنغریس (بالفارسية: تنگریس) هي قرية تقع في إيران في قسم مارغون الريفي. يقدر عدد سكانها بـ 40 نسمة بحسب إحصاء 2016.